# Rijnwaarden
Rijnwaarden este o comună în provincia Gelderland, Țările de Jos. 

## Localități componente
Aerdt, Herwen, Lobith, Pannerden, Spijk, Tolkamer.